# I’m Not a Girl, Not Yet a Woman
Az I'm Not The Girl, Not Yet The Woman egy dal   Britney Spears amerikai énekesnőtől. 
A dalt Dido, Max Martin és Rami Yacoub írta. 2002. február 5-én jelent meg az énekesnő harmadik albumának harmadik kislemezeként. Spears elmondása szerint ez az egyik kedvenc dala, amit valaha is énekelt.
Az I'm Not a Girl, Not Yet a Woman pozitív visszajelzésekben részesült, a dalt az album egyik kiemelkedő dalának tartották. Ugyanakkor nyert egy Arany Málna díjat a legrosszabb betétdal kategóriájában. Bár az Egyesült Államokban nem lett sikeres, top 10-es helyezést ért el Ausztriában, Ausztráliában, Németországban, Írországban, Hollandiában, Svédországban, és az Egyesült Királyságban. A dal később aranylemez lett Ausztráliában, jelentette be az Australian Recording Industry Association (ARIA). A zenei videót Wayne Isham rendezte, a dalhoz két videóklip-változat készült, az egyik a Crossroads című filmből tartalmaz jeleneteket, a másik videóban Britney egy magas hegy tetején állva énekel.

## Élő előadások
Britney a számot  előadta a Dream Within a Dream turnéján. Több alkalommal fellépett a dallal, például a 2002-es American Music Awards-on, illetve a  The Rosie O'Donnell Show, the Late Show with David Letterman, The Oprah Winfrey Show, The Tonight Show with Jay Leno és Saturday Night Live műsorkban. Britney a németországi tartózkodása alatt elénekelte a dalt a Wetten, dass..? műsorban. Az MTV Total Britney Live speciális műsorában is fellépett Britney a dallal.

## Slágerlistás helyezések
| Slágerlista (2002)                          | Legmagasabb helyezés |
| ------------------------------------------- | -------------------- |
| Ausztrália (ARIA)                           | 7                    |
| Ausztria (Ö3 Austria Top 40)                | 3                    |
| Belgium (Ultratop 50 Flanders)              | 22                   |
| Belgium (Ultratop 50 Wallonia)              | 26                   |
| Dánia (Tracklisten Top 40)                  | 11                   |
| Europe (Eurochart Hot 100 Singles)          | 2                    |
| Finnország (Singlet Top 20)                 | 16                   |
| Franciaország (Single Top 100)              | 25                   |
| Németország (Media Control Charts)          | 10                   |
| Írország (IRMA)                             | 3                    |
| Olaszország (FIMI)                          | 16                   |
| Japan (Oricon)                              | 1                    |
| Hollandia (Top 40)                          | 9                    |
| Új-Zéland (Recorded Music NZ)               | 40                   |
| Portugal (Portuguese Singles Chart)         | 6                    |
| Romania (Romanian Top 100)                  | 20                   |
| Skócia (Scottish Singles Top 40)            | 2                    |
| Spanyolország (PROMUSICAE)                  | 16                   |
| Svédország (Sverigetopplistan)              | 4                    |
| Svájc (Schweizer Hitparade)                 | 16                   |
| Egyesült Királyság (UK Singles Chart)       | 2                    |
| US Billboard Bubbling Under Hot 100 Singles | 2                    |
| US Mainstream Top 40 (Billboard)            | 21                   |

| Slágerlista (2002)       | Legmagasabb helyezés |
| ------------------------ | -------------------- |
| Australian Singles Chart | 72                   |
| Austrian Singles Chart   | 35                   |
| Dutch Singles Chart      | 79                   |
| German Singles Chart     | 71                   |
| Swedish Singles Chart    | 40                   |
| Swiss Singles Chart      | 91                   |
| UK Singles Chart         | 82                   |

| Ország                   | Minősítés | Eladás  |
| ------------------------ | --------- | ------- |
| Ausztrália (ARIA)        | Arany     | 35,000  |
| Egyesült Királyság (BPI) |           | 170,000 |